# Antiväte

Feynmandiagram av hur antiväte kan bildas av antipartikelstrålar i xenongas.

Antiväte är väte bestående av antipartiklar – en antiproton, en positron och om det är tungt eller extra tungt en eller två antineutroner. Atomen har samma egenskaper som vanligt väte förutom att den består av antipartiklar.

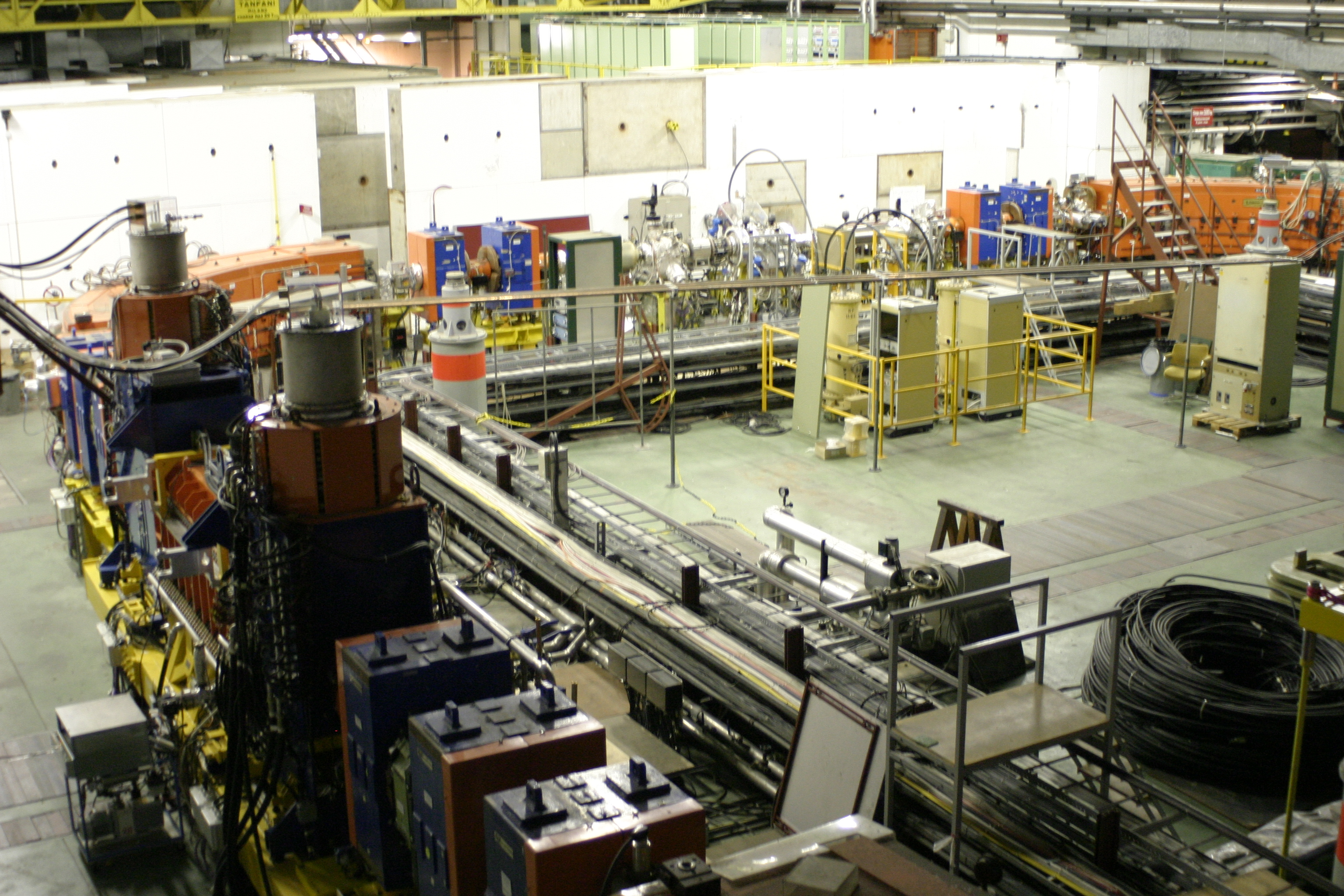
Lagringsring för antiprotoner vid CERN